# Polianilina

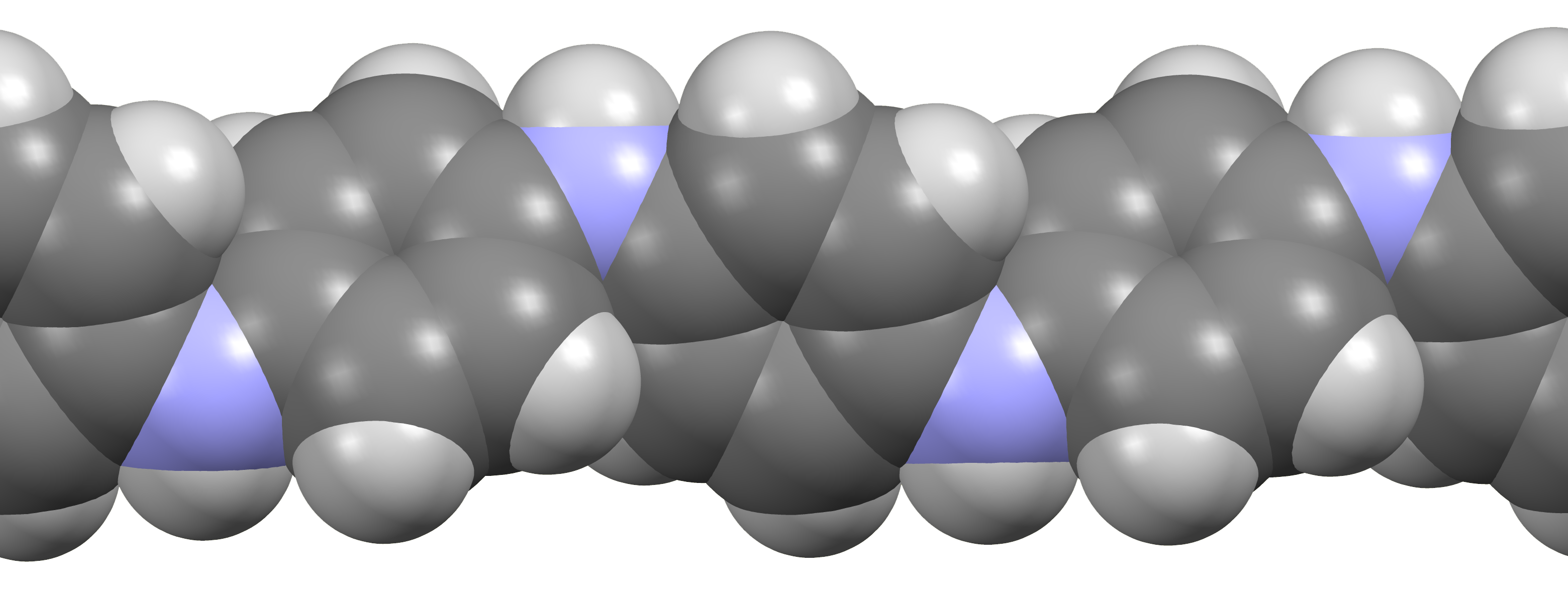
Modelo de llenado del espacio de la estructura local de una cadena de polianilina en el estado de oxidación reducido de la base leucoemeraldina (LEB), basado en la estructura cristalina del tetrámero.

La polianilina es un polímero conductor de la familia de los polímeros semi-flexibles. Aunque el compuesto fue descubierto hace más de 150 años, solamente a principios de 1980 comenzó a ser estudiado a nivel científico. Este interés se debe al redescubrimiento de la conductividad eléctrica.

## Historia
Descrita recientemente (2001)  por Alan MacDiarmid el primer informe definitivo acerca de la polianilina fue hecho por el químico inglés Henry Letheby (1816 – 1876) en 1862 e incluía un método electroquímico para la determinación de pequeñas cantidades de anilina.
Desde principios del siglo XX, se publicaron más informes ocasionales sobre la estructura de la sustancia. Con posterioridad a su investigación de otros materiales orgánicos altamente conductores, MacDiarmid demostró los estados conductores de polianilina que surgieron del dopaje protónico de la forma esmeraldina de la polianilina. Los polímeros conductores, tales como polianilina siguen siendo de gran interés, pues proporcionan una oportunidad para abordar las cuestiones fundamentales de importancia para la física de la materia condensada, incluyendo, por ejemplo, la transición metal-aislante, la inestabilidad y la decoherencia cuántica Peierls.

## Síntesis y propiedades

Estructura principal de la polianilina: grado medio de polimerización.

Polimerizada a partir de un monómero de anilina de bajo costo, la polianilina se puede encontrar en uno de tres estados de oxidación posibles:
- Leucoemeraldina - blanco/claro y sin color (C6H4NH)n
- Emeraldina - verde para la sal emeraldina, azul para la base emeraldina ([C6H4NH]2[C6H4N]2)n
- (per)nigranilina - azul / violeta (C6H4N)n

Los estudios han demostrado que la mayoría de las formas de polianilina corresponden a uno de los tres estados o mezclas físicas de estos componentes. La esmeraldina base se considera como la forma más útil debido a su alta estabilidad a temperatura ambiente y el hecho de que, sobre el dopaje con ácido, la forma de sal de emeraldina de la polianilina resultante es altamente conductora de la electricidad. La leucoesmeraldina y pernigranilina son conductores pobres, incluso cuando se encuentran dopadas con un ácido.
El cambio de color asociado con la polianilina en diferentes estados de oxidación puede ser usado en sensores y dispositivos electrocrómicos. Aunque el color es útil, el mejor método para la fabricación de un sensor de polianilina es aquel que aprovecha la ventaja de los cambios producidos en la conductividad eléctrica entre los diferentes estados de oxidación, o niveles de dopaje. La polianilina sin dopar tiene una conductividad de 6,28 × 10-9 S/m, mientras que las conductividades de 4,60 × 10-5 S/m se pueden lograr mediante el dopado con ácido bromhídrico (HBr) al 4%. El mismo material se puede preparar por oxidación de leucoesmeraldina. 
La polianilina es más noble que el cobre y ligeramente menos noble que la plata, que es la base de su amplio uso en la fabricación de placas de circuito impreso (como un acabado final), que oficia de protección contra la corrosión.

## Aplicaciones

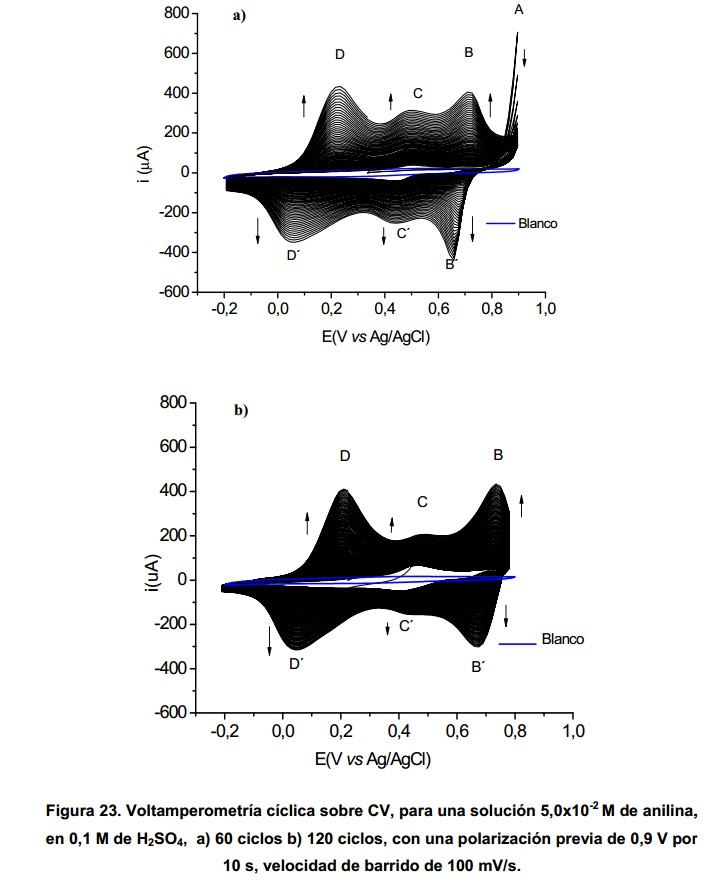
Electropolimerización de la Anilina sobre CV

Los polímeros de polianilina y la utilización de politiofeno y polipirrol tienen potencial en múltiples aplicaciones debido a su masa ligera, alta conductividad y flexibilidad mecánica, además de ser sensiblemente económicas.
Los diferentes colores, y las conformaciones de los numerosos estados de oxidación también hacen el material prometedor para aplicaciones tales como supercondensadores. Son adecuados para la fabricación de hilos conductores de electricidad, recubrimientos antiestáticos, blindaje electromagnético, y electrodos flexibles.

## Síntesis electroquímica
La polianilina se puede sintetizar electroquímicamente utilizando un electrodo de trabajo de carbón vítreo o platino en ácido sulfúrico 0.1 M. Mediante voltamperometría cíclica la polimerización se lleva a cabo al realizar barridos consecutivos entre -0.2 y 0.9 V (vs Ag/AgCl). También se puede polarizar el electrodo de trabajo por varios segundos a un potencial superior a 0.85  V y posteriormente realizar barridos consecutivos en una ventana de trabajo menor (ejemplo:-0.2 - 0.8 V). Después de varios ciclos, se pueden visualizar las cuplas redox caracteristícas de la macromolécula.